# Мито Орозов
Мито Петров Орозов е български предприемач, основоположник на модерното коларство в България. За него Алеко Константинов пише в пътеписа си „София – Мездра – Враца“, публикуван през 1897 г.: „Най-отрадно впечатление във Враца ми направи фабриката на Орозова, или по-вярно, самата личност Орозов!“.

## Биография
Роден във Враца през 1859 г. от възрастни родители – майка вдовица и баща също вдовец (по професия кожухар), той учи и жадно поглъща началните познания при учителя Десимиров, а след това при Иван П. Славейков. Но едва стигнал до втори клас, 17-годишен той е принуден да прекъсне своето образование и да поеме грижата за издръжката на семейството (майка и сестра) поради смъртта на баща му. Става чирак при съседа им хаджи Ангел Йоцов – железар и майстор на печки, а същевременно и касиер на местната тайна революционна организация и ремонтчик на стари пушки и револвери. В тайната дейност е въведен, разбира се, и чиракът, който става и доверен вътрешен куриер на организацията.
След Освобождението 19-годишният Мито поема сам занаята на майстора, като изработва и много други оргинални сувенири за руските войници и офицери. Той е включен като буден младеж в групата на подготвяните тогава в Русия бъдещи администратори на България. Това обаче не се осъществява поради несъгласие на майка му и Мито окончателно определя своето бъдеще като занаятчия-железар. Но възбудената у него от училище жажда за повече знания, за по-високо образование го задържа почти всяка вечер над някоя интересна книга, от която той преписва по-нужните му пасажи или идеи. И това става правило през целия му живот. Така, по пътя на самообразованието и благодарение на дружбата му с по-успели в образованието си приятели, той успява да ги догони и изпревари по отношение на знанията си. Още от детските години го свързва тясно приятелство с Васил Кънчов, а по-късно и с всички по-будни младежи в града. Непреодолимият му стремеж към взаимопомощ го кара да взима участие в различни обществени дружества. Такова е дружеството „Мравка“, прераснало по-късно във взаимо-спомагателно дружество „Успех“, на което той става касиер. През 1884 г. основава заедно с приятелите си Кънчов, Николаев и Савов ученолюбивото дружество „Развитие“. Основател и пръв председател е на Популярната банка и на банка „Веслец“ във Враца.
Израз на този му стремеж към задружна работа е сдружаването му през 1883 г. с друг също така буден занаятчия-дърводелец Исая Тошов, но едва след 6 – 7 години самостоятелна дейност като занаятчия-железар. С това съдружие през 1883 г. започва изработването на товарни коли и конски каруци с железни оси и обков. Това е началото на едно производство, на което Мито Орозов предвижда голямо бъдеще. И в действителност скоро добросъвестната и висококачествена изработка на тези коли създават все по-голяма клиентела, поръчките сериозно се увеличават. Съдружникът Исая обаче не е готов да сподели това увеличено напрежение. Той е бохем по душа, обича лова и веселите компании и започва често да отсъства от работа. Недоволството кара Орозов след 4-годишна съвместна дейност да развали съдружието, като изкупува целия инвентар на работилницата и продължава сам през 1887 г.
Тази работилница се състояла от 3 отделения – дърводелско, железарско и бояджийско, служило и за склад на готовите коли. Основните материали за това производство били твърде разнообразни. Освен буковия и чамов материал, доставяни от местните търговци, са били ангажирани специални доставчици, които да добиват, обработват и доставят осеновия материал, нужен за изработката на рамата, сандъка и колелата. Железните и бояджийските материали били вносни от най-добро качество. Техен доставчик във Враца бил големият търговец Иванчо Младенов, а по-специалните материали се доставяли от официалните вносители от Оряхово и Русе.
В началото клиентелата на работилницата е от местен и общински мащаб. Националното стопанство след Освобождението е обслужвано само от волските товарни коли и се нуждае от по-бърз и удобен превоз. Останалите тук-там по-хубави турски или чорбаджийски коли се амортизирали и нуждаели от ремонти, а това обусловило насочването към производство на повече и по-разнообразни видове коли с конска тяга. И когато през 1887 г. Орозов поема самостоятелно работилницата, той взема и решителни мерки да отговори на нуждите на времето. Назначава като главен майстор-дърводелец школуван чужденец – сърбина Йован, запознат с производството на тъй наречените тогава „модерни коли“ – брички, кабриолети и файтони, като му плаща невероятната за времето си надница от 5 златни лева (при максимална 1 до 1,50 лева за майстор). Допълнително ангажира и друг специалист (бояджия и тапицер) – унгареца Едуард. Използвайки техния опит, умения и знания Орозов внедрява в производството си за няколко години цяла серия от такива коли, които бързо се пласират и разширяват кръга на клиентелата му. И когата през 1892 г. в Пловдив се организира първото българско промишлено изложение, той взема дейно участие както в организацията му, така и като изложител, като за моделите си получава златен и сребърен медал и грамота.
Последвалото сериозно разширение на клиентелата му в цяла България, сватбата му през 1888 г. с чорбаджийската дъщеря Параскева и контактите му с напредничавата младеж в града му дават нови морални и материални импулси. Така, подпомогнат материално от Иванчо Младенов, решава да построи собствена, пригодена за нуждите на производството сграда. За целта закупува общинско място на края на града и през 1893 г. построява една внушителна за времето си сграда, в която се нанася през следващата 1894 г.
Производствената сграда е едноетажна масивна постройка, дълга 40 м и широка 10 м., изградена с 55 см. носещи каменни стени, с голям двор и масивна ограда. Тя разполагала с 4 отделения: железарско, дърводелско, тапицерско и бояджийско. По-късно се изграждат в двора и склад за готовите коли и склад за железните и други ценни материали. В двора за дървения материал е изграден и голям навес, където този материал съхне с години, за да се гарантира неговото качество. Построена е и варилня за ускоряване процеса на изсъхване, а също и складове за горивните материали. През 1905 г., във връзка с опит на Орозов като голям общественик да докаже наличето на подземни води, нужни за водоснабдяването на града, той закупува още един парцел източно от двора. Там е изкопан кладенец с дълбочина над 30 м., с което е завършено строителството на неговата база. Така тя служи цели 30 години до месец септември 1923 г., когато тя бива унищожена заедно с близо 1/4 от града от експлозията и пожара, при които Орозов също загива.
В тази занаятчийска работилница, считана тогава за фабрика, се изработвали годишно по 50 – 100 различни видове модерни коли: брички, кабриолети, файтони и други специализирани коли, което производство става добре известно в България и донася на панаирите в Плевен (1895), Русе (1897) и Лондон (1907) златни медали. И когато през 1897 г. Алеко Константинов посещава Враца, той е възхитен не толкова от града и „фабриката“ на Мито Орозов, колкото от делото и личността на последния, като пожелава повече такива хора да се раждат в България. На въпроса защо не привлича и чужди капитали, самоукият занаятчия, имайки предвид занаятчийския характер на това производство-изкуство и ограничената си клиентела, отговаря, че няма смисъл да влага и чужд капитал, чийто собственик без труд би получил значителен дял от общата печалба. Очевидно този смел и предприемчив човек правилно е оценявал възможностите си за една по-мащабна дейност и е изразил отношението си към скъпите лихвени заеми, отпускани тогава за занаятчийска дейност.
През 1907 г. той пръв в страната въвежда 9-часов работен ден при нормално тогава работно време от 10 до 12 часа дневно. Това разгнява занаятчиите в града, но той не отстъпил, а се мотивирал по следния начин: „При пълна натовареност и организация добросъвестният работник за 9 часа може да произведе толкова, колкото при други условия за 10 – 12 часа. От преуморения работник ползата е малка!“

## Производство
Основното производство включвало различни видове каруци, брички, кабриолети и файтони, теглени от коне. Бричките били с прав или скосен сандък, с преден и 1 – 2 задни яйове (листови ресьори), като предната и задната ос са свързани с т.нар. опашница. Имали по 2 – 3 седалки и били без покрив (гюрук). Кабриолетите били със сандък с неправилна форма, с предна, средна и задна седалка, 4 яйове, желязна предна въртележка-колесия (щел), осигуряваща завъртане до 100° на предната ос, със или без покрив (брезентов или кожен). Седалките са тапицирани с кожа. Файтоните били от общоприетия европейски тип и с формата на лодка. Те имали по-тежка конструкция, по-хубава тапицерия, с кожен гюрук, с патентови оси, а понякога и с луксозна месингова украса. Вносните оси били обикновени, полупатентови или патентови. Колелата, изработвани само от сух осенов материал, били обикновени (с железни шини) или „гумени“ (с профилна шина и монтирана към нея гума). Фаровете на различните коли били също вносни. Най-деликатната част на кабриолетите и файтоните е предният въртеж (колесията). Детайлите били изцяло изковани от желязо по модел на Мито Орозов. Като специални коли били изработвани пътническите коли (2 – 3 типа), „содените“ коли и особено погребалните коли. Последните се изработвали по поръчка на градските управи в страната (включително и столичната), имали най-различна форма, резбарска украса и платнена сърмена украса, били връх в коларостроенето в България.
Особено внимание се обръщало на боядисването на колата. То осигурявало както трайност на дървените части, изложени на всички атмосферни влияния, така и красота на колата. За това се използвали само първокачествени безири, бои и лакове, като се нанасяли общо 4 – 5 пласта.
Характерни белези на изработваните „врачански“ тип модерни коли били прецизната им изработка, лекота и здравина. В общи черти те наподобявали фабрично изработваните на запад персонни коли, необходими за едрите селски стопанства, за търговията и личните домашни нужди, но благодарение на използването на здравия осенов дървен материал и майсторството на Орозов те били по-леки, по-закръглени и по-пригодни за лошите пътища в страната и по-дребни коне. Задоволявали претенциите както на нашите граждани и стопани, така и на чужденци. Изложените на Пловдивското изложение през 1892 г. бричка и кабриолет били закупени от Двореца, а изложените в Лондон през 1907 г. коли предизвикали огромен интерес и търсене. В България основни клиенти били по-богатите земеделски стопани, търговците на едро, заможните градски домакинства, а също градските и държавни служби.
За реклама на производството си собственикът Орозов участва активно във всички по-големи изложби и панаири, от които получава най-често първи награди. Изработва и собствени каталози и ценоразписи с точно определени цени (prix-fix), което за времето си е израз на голямо самочувствие. За целта всеки нов модел е заснеман, а 20 – 25 снимки образували табло, което в умален вид заедно с ценоразписа се изпращало на клиентите. По-късно били печатани и специални каталози с подробно описание на всеки модел и с повече общи пояснения. На лицевата страница на тези каталози фигуративно е показано и историческото развитие на превозните средства от началото на човешката дейност до съвременността.

## Обществена дейност
Най-активното развитие на предприятието е в периода 1894 – 1912 г., свързано с общото бурно политическо и икономическо развитие на страната. Град Враца става известен като градът на модерните коли, а собственикът на фабриката Мито Орозов се ползва в града с името на изключително делови и почтен гражданин. Назрелите икономически нужди на града налагат участието му в реализирането на множество обществени инициативи. Той участва активно в основаването и управлението на Врачанската популярна банка, по-късно банка „Веслец“, дълги години е активен член на Софийската търговско-индустиална камара, а през 1907 г. е избран за депутат във Великото народно събрание.

## Последователи
Войните през периода 1912 – 1918 г. и последиците от тях спират развитието и на това предприятие. Мобилизирането на работния персонал, ограничението на вноса на много суровини и намаляването на клиентелата спират почти изцяло дейността. А следвоенните тенденции и възприетата социална политика на държавата към поощрение на кооперативното дело създават и във Враца условия за създаване на кооперативни формации. Така през 1914 г. е създадена коларо-производителната кооперация „Гранит“, която с мощната морална и материална подкрепа на държавата се развива като едно голямо конкурентно предприятие. И когато през 1923 г. експлозии и пожар унищожават голяма част от града, разрушават и цялата фабрика на Мито Орозов, като погребват под развалините и самия него, кооперацията остава за няколко години почти единствен по-голям представител на тази индустрия във Враца. Тя имала тогава около 25 души кооператори и толкова работници.
Унищожаването на работилницата на Орозов и трагичната смърт на самия него в развалините се е почувствало като голяма загуба за града и властите решават да погребат останките на майстора в двора на работилницата му, като залог, че наследниците ще възстановят това предприятие. И наистина, веднага след завръщането си от странство и приключване на техническото си образование през 1924 г. двама от синовете на Мито Орозов – Петър и Тодор, възстановяват и разширяват сградите на бившата работилница, оборудват я с модерни дървообработващи и металообработващи машини – механично задвижвани. През 1925 г. заедно с предишните работнически кадри и под наименованието Коларница „М. Орозовъ“ възстановъват отново производсството на превозни средства. За целта те са подпомогнати от паричното обезщетение, което държавата предоставя на пострадалите от пожара.
Сградите на новата фабрика са издигнати върху основите на старата работилница. В периода до 1944 г. те са допълнени с нови парцели и нови работни помещения. При въздушното нападение над Враца през 1944 г. тези помещения били отново разрушени и отново със собствени средства възстановявани. Били доставени и инсталирани нови машини, така че машинният парк към 1947 г. при национализацията включвал:
- a) в железарския отдел – 2 механични ковашки чука, 8 ковашки огнища, 2 вентилатора, 2 шмиргела, 3 бормашини, валц за пресоване на ламарина, винтонарезна машина, ръчна ножица за стомана, пещ за закаляване на ресьори, струг, оксижен и други помощни машини и съоръжения;
- б) в дърводелския отдел – 4 банцига, 2 абрихта, щрайхмус, струг, фреза, бормашина, машина за направа на гнездото на пурията в главината на колелото;
- в) в монтажния отдел – всички съоръжения и инструменти за сглобяване на сандъците, осите и колелата.

Ограниченият внос на материали и части през военните 1939 до 1945 г. наложили да се премине към собствено производство на някои елементи като оси, фенери и други. При тези тежки политически, финансови и снабдителни условия с тази техническа съоръженост и с персонал от едва 15 – 20 души предприятието израства като водещо в своя бранш за страната и успява да реализира множество държавни доставки, като доставката на 100 бр. бежански товарни коли, на 50 военни линейки, на 30 големи водоноски за пътните строежи, на сериозни доставки на кабриолети и двуколки за някои държавни служби и много други. Целият административен персонал се е състоял от двамата собственици-техници и главен счетоводител.
Ръководено от основните си принципи – да дава продукция от най-високо качество и стриктно да спазва срока за изпълнението на поръчките, предприятието успява да запази реномето си на първокласен доставчик на превозни средства с конска тяга и да участва достойно с продукцията си на изложения и панаири. От панаирите в Горна Оряховица (1925), Солун (1926) и Пловдив (1934) предприятието получава също високи отличия. Част от тях могат да бъдат видени и днес в Селско-стопанския музей в София.
При национализацията на индустриалните предприятия в страната през 1947 г. е засегнато и това занаятчийско предприятие. Под формата на държавно индустиално предприятие (ДИП) „Орозов“ то просъществува една година, за да бъде обединено с другото сродно в ДИП „Орозов – Гранит“, като впоследствие преминава в рамките на градския промкомбинат като филиал „Металообработване“. Следващата организационна форма е преминаването на филиала към ДИП „Гаврил Генов“. Масовото моторизиране на превозите след 1944 г. ограничава значително производството на коли с конска тяга и го пренасочва към по-актуални обекти на потребителското търсене като каросерии за подвижни книжарници, сладкарници, различни типове фургони и др. Впоследствие то преминава към индустриално производство на електрокари – модерно превозно средство за специални цели.
Така се очертава пътят на развитие на този сектор на машиностроенето в България, път труден, превратен, свързан и с кръвна жертва – основателя му Мито Орозов. Останал сирак от ранно детство, той е революционер по дух, враг на всяка догма и активен реализатор на всяка прогресивна идея в стопанския живот на града си. Честен и скромен, този самоук майстор е типичен представител на възрожденските майстори, които поставят началото на съвременната индустрия в страната. В цялата си творческа дейност Мито Орозов е бил подпомаган от редица известни и забравени вече негови сподвижници – майстори, калфи и работници. За тях той е бил не само ръководител, образец и учител при усвояването на занаята-изкуство, но и възпитател на съзнателни и добросъвестни граждани. Преди повече от век със своите любознателност, инициативност, дръзка воля, трудолюбие, замах и постоянство той олицетворява модела на съвремието.